# Litigiella glabra
Litigiella glabra is een tweekleppigensoort uit de familie van de Lasaeidae. De wetenschappelijke naam van de soort is voor het eerst geldig gepubliceerd in 1873 door Fischer P. in de Folin & Périer.